# 加藤精三 (政治家)
加藤 精三（かとう せいぞう、1900年（明治33年）11月20日 - 1965年（昭和40年）5月3日）は、日本の政治家、旧鶴岡市第6代市長、衆議院議員（5期）、致道博物館顧問。山形県西田川郡鶴岡町（現・鶴岡市）出身。防衛庁長官・内閣官房長官・自民党幹事長を歴任した加藤紘一の父。

## 略歴
- 1900年（明治33年）11月20日 - 弁護士の加藤幹雄の子として、山形県西田川郡鶴岡町（現・鶴岡市）に生れる。
- 1918年（大正7年） - 荘内中学校（山形県立鶴岡南高等学校）卒業
- 1921年（大正10年） - 旧制第一高等学校卒業
- 1924年（大正13年） - 東京帝国大学法学部を卒業し、内務省に勤務。長野県警察部配属[1]
- 1929年（昭和4年） - 文部事務官
- 1942年（昭和17年） - 鹿児島県学務部長
- 1946年（昭和21年） - 第6代鶴岡市長当選
- 1950年（昭和25年）6月 - 以文会（現・致道博物館）が設立され顧問となる。
- 1952年（昭和27年）
  - 7月 - 鶴岡市長退任
  - 10月1日 - 第25回衆議院議員総選挙（山形2区・自由党公認・得票数50078票）初当選
- 1953年（昭和28年）4月19日 - 第26回衆議院議員総選挙（山形2区・自由党公認・得票数47374票）2期目当選
- 1955年（昭和30年）2月27日 - 第27回衆議院議員総選挙（山形2区・自由党公認・得票数53123票）3期目当選
- 1958年（昭和33年）5月22日 - 第28回衆議院議員総選挙（山形2区・自由民主党公認・得票数53783票）4期目当選
- 1960年（昭和35年）11月20日 - 第29回衆議院議員総選挙（山形2区・自由民主党公認・得票数44475票）落選
- 1963年（昭和38年）11月21日 - 第30回衆議院議員総選挙（山形2区・自由民主党公認・得票数59709票）5期目当選
- 1965年（昭和40年）5月3日 - 死去する。享年64。鶴岡の正覚寺に墓がある。

## 叙位・叙勲
- 1965年（昭和40年）5月3日 -  正四位・勲二等瑞宝章

## 家族・親族
- 加藤幹雄（実父） - 帝国大学（現・東京大学）法科首席、西田川郡会議員、弁護士
- 加藤五郎（二男） - 宇部興産専務取締役、宇部マテリアルズ副会長、企業経営者
- 加藤紘一（五男） - 内閣官房長官、防衛庁長官、衆議院議員、外交官
- 加藤鮎子（孫） - 衆議院議員
- 石原莞爾（又従兄[2]） - 陸軍中将、関東軍主任参謀、参謀本部第一部長、立命館大学教授